# Tolmachevy Sisters
De Tolmachevy Sisters (Russisch: Сёстры Толмачёвы, de zusters Tolmatsjova) (Koersk, Rusland, 14 januari 1997) zijn een Russische tweeling die bekendstaan als zangduo.

## Biografie
De eeneiege-tweeling bestaande uit Maria Andrejevna Tolmatsjova (Russisch: Мария Андреевна Толмачёва) en Anastasia Andrejevna Tolmatsjova (Russisch: Анастасия Андреевна Толмачёва) werden in Koersk op 14 januari 1997 geboren. Vanaf jongs af aan volgt de tweeling als zanglessen aan de lokale muziekschool. 
In 2006 braken de zussen bij het grote publiek door doordat zij Rusland mochten vertegenwoordigen op het Junior Eurovisiesongfestival 2006 in Roemenië. Ten tijde van het festival waren ze slechts negen jaar oud, wat hen tot een van de jongste deelnemers maakte. Uiteindelijk wonnen ze het Junior Eurovisiesongfestival met 154 punten met het liedje Vesenni jazz. 
Tijdens de Dag van de Overwinning 2007 kregen de zussen de eer om het strijdlied Katjoesja te zingen op het Rode Plein in Moskou. Deze versie van het nummer kreeg echter veel media-aandacht. De zussen, gekleed in legerkleding, zongen een wat "kinderlijke" versie van het nummer; daarbij sloegen ze het laatste couplet over. Voor velen werd dit gezien als propaganda van de Russische overheid. In 2010 herhaalden ze dit fenomeen, maar toen zongen de zussen in een studio van de omroep Rusland-1. 
De zussen waren ook te zien tijdens de openingsact van de eerste halve finale van het Eurovisiesongfestival 2009 dat in Rusland gehouden werd. Ze kwamen over het publiek in het stadion op een "magische vogel" aangevlogen en openden met een sleutel het evenement. 
In 2012 verscheen hun eerste album met daarop elf liedjes, waaronder Vesenni jazz.

### Eurovisiesongfestival 2014
In maart 2014 werden de zussen intern gekozen door de omroep Rusland-1 om Rusland te vertegenwoordigen op het Eurovisiesongfestival 2014 wat in Kopenhagen plaatsvond. Het liedje Shine werd onder andere door ex-Eurovisiesongfestival deelnemer Filipp Kirkorov geschreven. Al vooraf kreeg de Russische inzending veel kritiek over zich heen. Volgens sommige media zou het nummer een verwijzing zijn naar de Krim, wat toen recent door Rusland was geannexeerd. 
De tweeling mocht als zevende aantreden in de eerste halve finale van 6 mei 2014. Het liedje kreeg genoeg punten en kon zo doorstromen naar te finale. Bij de bekendmaking dat Rusland in de finale stond, liet het publiek van zich horen met boegeroep. Vermoedelijk was dit vanwege de toen huidige politieke situatie van Rusland en de antiholebiwetgeving wat kort daarvoor was geaccepteerd. Ook toen de tweeling opkwam tijdens de landenparade in de finale werden ze ingehuldigd met boegeroep. 
In de finale mochten ze als vijftiende van de 26 landen aantreden. Van het eerste land dat punten mocht geven, Azerbeidzjan, kregen zij het maximale aantal punten, maar ook toen liet het publiek weer van zich horen met boegeroep. Nadat het publiek kalmer was geworden en men overging naar het tweede land dat punten mocht geven, zei presentator Pilou Asbæk nog echter snel: "Remember tonight is about music and love." De zussen eindigden uiteindelijk als zevende. 
2003: Dino Jelušić · 
2004: María Isabel · 
2005: Ksenia Sitnik · 
2006: The Tolmachevy Twins · 
2007: Aleksej Zjigalkovitsj · 
2008: Bzikebi · 
2009: Ralf Mackenbach · 
2010: Vladimir Arzumanian · 
2011: Candy · 
2012: Anastasija Petryk · 
2013: Gaia Cauchi · 
2014: Vincenzo Cantiello · 
2015: Destiny Chukunyere · 
2016: Mariam Mamadasjvili · 
2017: Polina Bogoesevitsj · 
2018: Roksana Węgiel · 
2019: Wiktoria Gabor · 
2020: Valentina · 
2021: Maléna · 
2022: Lissandro · 
2023: Zoé Clauzure
1994: Joeddiph · 
1995: Filipp Kirkorov · 
1997: Alla Poegatsjova · 
2000: Alsou · 
2001: Moemi Troll · 
2002: Premjer Ministr · 
2003: t.A.T.u. · 
2004: Joelia Savitsjeva · 
2005: Natalja Podolskaja · 
2006: Dima Bilan · 
2007: Serebro · 
2008: Dima Bilan · 
2009: Anastasija Prychodko · 
2010: Pjotr Nalitsj · 
2011: Aleksej Vorobjov · 
2012: Boeranovskije Baboesjki · 
2013: Dina Garipova · 
2014: The Tolmachevy Twins · 
2015: Polina Gagarina · 
2016: Sergej Lazarev · 
2018: Joelia Samojlova · 
2019: Sergej Lazarev · 
2021: Manizja
2005: Vlad Kroetskich · 
2006: The Tolmachevy Twins · 
2007: Aleksandra Golovtsjenko · 
2008: Michail Poentov · 
2009: Jekaterina Rjabova · 
2010: Sasja Lazin & Liza Drozd · 
2011: Jekaterina Rjabova · 
2012: Lerika · 
2013: Dajana Kirillova · 
2014: Alisa Kozjikina · 
2015: Michail Smirnov · 
2016: Water of Life Project · 
2017: Polina Bogoesevitsj · 
2018: Anna Filiptsjoek · 
2019: Tatiana & Denberel · 
2020: Sofia Feskova · 
2021: Tanja Mezjentseva